# Kapsabet
Kapsabet – miasto w Kenii, stolica hrabstwa Nandi. W 2019 liczyło 42 tys. mieszkańców.